# درگیری ۲۰۱۴ گروزنی
درگیری ۲۰۱۴ گروزنی (انگلیسی: 2014 Grozny clashes) در ۴ دسامبر گروهی از ستیزه‌جویان مسلح جهادگرایی قفقاز به یک ایست بازرسی اداره اصلی ترافیک جاده‌ای در خارج از شهر گروزنی، چچن، روسیه، حمله کردند. سپس ستیزه‌جویان وارد شهر شدند و ساختمان «خانه مطبوعات» را در مرکز شهر و یک مدرسه در آن نزدیکی را اشغال کردند. براساس گزارش بی‌بی‌سی، اسلام‌گراها مدعی شدند که در واکنش نسبت به حملات ادعا شده توسط نیروهای امنیتی علیه زنان مسلمان، این حملات انتحاری را راه‌اندازی کرده‌اند.